# 곤도 가쿠토
곤도 가쿠토(일본어: 近藤 岳登, 1981년 2월 10일 ~ )는 일본의 전 축구 선수이다.

## 구단 경력
과거 비셀 고베, 미토 홀리호크에서 활동하였다.